# Granatnik Mk 153 SMAW

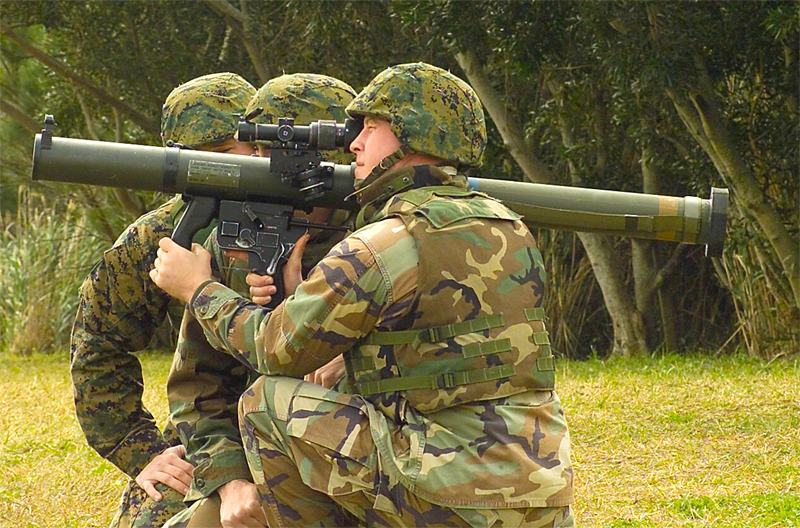
Żołnierze amerykańscy z Mk 153 Mod 0

Mk 153 SMAW – amerykański granatnik przeciwpancerny.

## Historia konstrukcji
W 1982 roku amerykańska firma McDonell Douglas Astronautics Company zakupiła w Izraelu licencje na granatnik IMI B-300. W tym samym czasie w brytyjskiej firmie Royal Small Arms Factory Enfield zakupiono licencję na karabinek kalibru 9 mm  przeznaczony do wstrzeliwania się w cel (stosowany w granatniku LAW 80). Po zintegrowaniu B-300 i karabinka, oraz opracowaniu nowych rodzajów pocisków nowy granatnik przyjęty do uzbrojenia US Marine Corps jako Mk 153 Mod 0. Granatnik jest produkowany przez Talley Defense Systems

## Konstrukcja
Granatnik Mk 153 jest granatnikiem dwuczęściowym, o konstrukcji zbliżonej do francuskiego LRAC F1. Składa się z dwóch głównych elementów. Pierwszym jest krótka, gładkoprzewodowa  wyrzutnia z włókna szklanego i żywicy epoksydowej do której przymocowane jest mechanizm odpalający, karabinek, przyrządy celownicze, dwa chwyty pistoletowe, dwójnóg oraz pas nośny. Drugim elementem jest pocisk rakietowy w hermetycznym pojemniku przyłączany do wyrzutni przed strzałem.
Mk 153 jest wyposażony w karabinek służący do wstrzeliwania się w cel, mechaniczne przyrządy celownicze składające się z muszki i szczerbiny, dodatkowo może być wyposażony w celownik optyczny Mk 42 Mod 0 i nocny AN/PVS-4. Po wycelowaniu broni strzelec oddaje strzał z karabinka. Wystrzeliwane z niego pociski (nabój ma oznaczenie Mk 217 Mod 0) mają trajektorię zbliżoną do pocisku rakietowego. Po uzyskaniu trafienia z karabinka odpala się pocisk rakietowy. Pocisk jest odpalany elektrycznie, impuls elektryczny jest wytwarzany przy pomocy induktora.
Z granatnika Mk 153 można odpalić dwa rodzaje pocisków:
- MK 6 Mod 0 HEAA - pocisk kumulacyjny o przebijalności 500 mm.
- MK 3 Mod 0 HEDP - pocisk odłamkowo-burzący przeznaczony do zwalczania fortyfikacji. Pocisk tego typu jest wyposażony w zapalnik automatycznie dobierający opóźnienie wybuchu zależnie od  rodzaju celu. Może przebić ściany betonowe o grubości do 20 cm, ceglane o grubości 30 cm, oraz osłony z worków z piaskiem wzmocnione drewnianymi belkami o grubości do 210 cm.

## Dane taktyczno-techniczne
- Kaliber: 82 mm
- Masa: 13,4 kg
- Masa pocisku: 5,8 kg
- Długość: 828/1375 mm
- Prędkość początkowa pocisku: 220 m/s
- Donośność: 500 m
- Przebijalność: 500 mm